# Anna Włodarczyk
Anna Bożena Włodarczyk, poljska atletinja, * 24. marec 1951, Zielona Góra, Poljska.
Nastopila je na poletnih olimpijskih igrah leta 1980 in dosegla četrto mesto v skoku v daljino. Na evropskih dvoranskih prvenstvih je osvojila naslov prvakinje leta 1980.